# Aleksander Stanisław Bniński
Aleksander Stanisław Rufin Bniński herbu Łodzia (ur. 26 listopada 1783 w Poznaniu, zm. 15 czerwca 1831 w Warszawie) – minister spraw wewnętrznych Rządu Narodowego Królestwa Polskiego w powstaniu listopadowym, senator-kasztelan Królestwa Polskiego, hrabia.
W 1807 wstąpił do wojska Księstwa Warszawskiego. W 1809 mianowany kapitanem i dowódcą 1. kompanii, tworzonego w Wielkopolsce 3. Pułku Jazdy Galicyjsko-Francuskiej. Poseł na Sejm z powiatu obornickiego departamentu poznańskiego w 1809 roku. Wziął udział w wojnie polsko-austriackiej, odznaczony Złotym Krzyżem Orderu Virtuti Militari. W 1811 został posłem na Sejm z departamentu poznańskiego. Członek deputacji Rady Generalnej Konfederacji Generalnej Królestwa Polskiego do Napoleona w 1812 roku.
Od 1816 dziedziczny hrabia pruski.
W 1821 mianowany senatorem-kasztelanem. W 1825 roku został kawalerem Orderu Świętego Stanisława I klasy. W 1828 roku był członkiem Sądu Sejmowego, mającego osądzić osoby oskarżone o zdradę stanu.
Jako senator podpisał 25 stycznia 1831 roku akt detronizacji Mikołaja I Romanowa. 1 lutego 1831 został ministrem spraw wewnętrznych Rządu Narodowego. 28 lutego mianowany komisarzem rządowym przy naczelnym wodzu, przejął obowiązki zlikwidowanej Komisji Potrzeb Wojska.